# کرولاین اسپرینگز، ویکتوریا
کرولاین اسپرینگز (به انگلیسی: Caroline Springs) یک حومه شهر در استرالیا است که در ویکتوریا (استرالیا) واقع شده‌است.